# Leptospermum rupestre
Leptospermum rupestre là một loài thực vật có hoa trong Họ Đào kim nương. Loài này được Hook.f. mô tả khoa học đầu tiên năm 1841.

## Hình ảnh

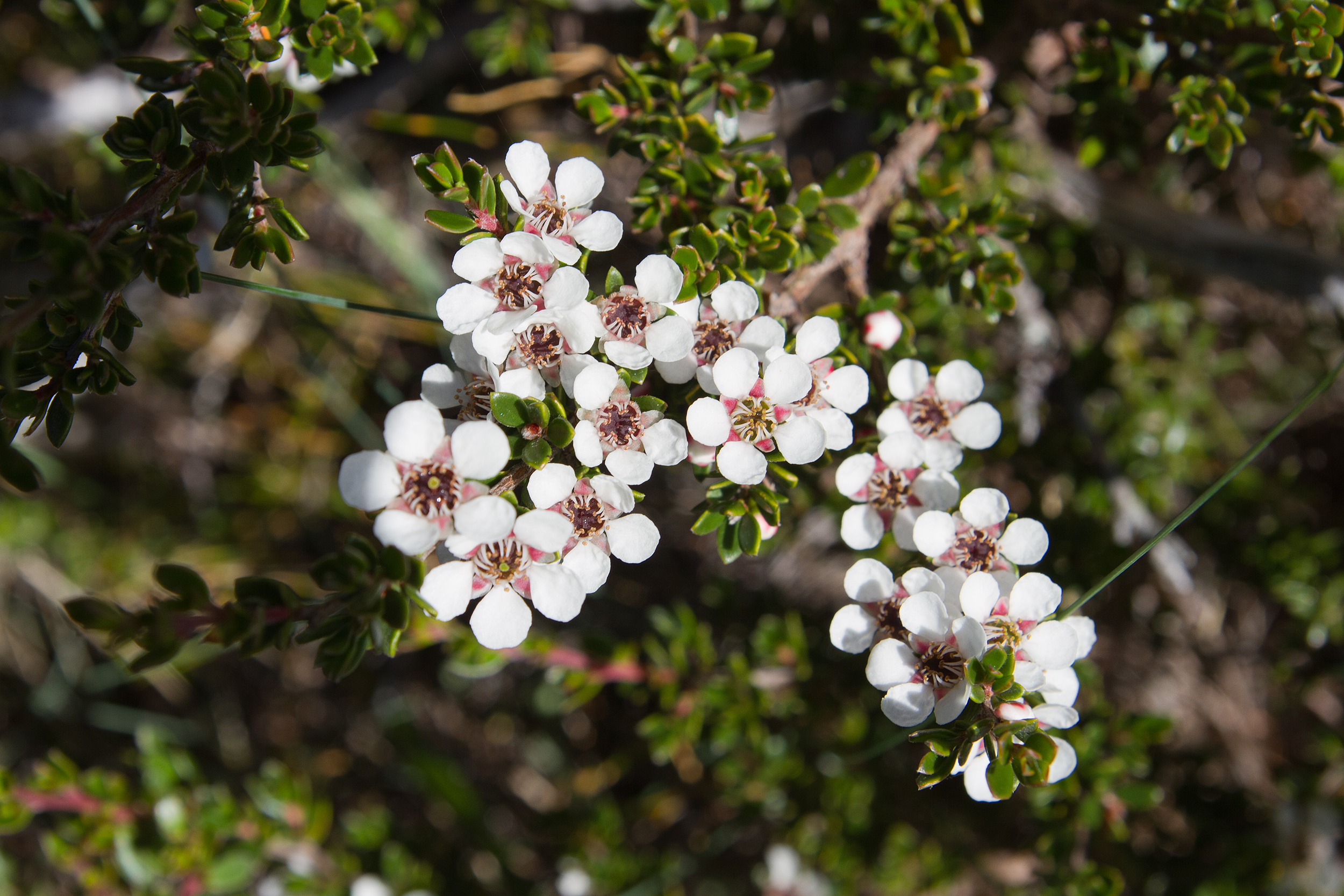